# Dmitri Pletnyov
Dmitri Andreyevich Pletnyov (tiếng Nga: Дмитрий Андреевич Плетнёв; sinh ngày 16 tháng 1 năm 1998) là một cầu thủ bóng đá người Nga. Anh thi đấu cho F.K. Zenit Sankt Peterburg và F.K. Zenit-2 Sankt Peterburg.

## Sự nghiệp câu lạc bộ
Anh có màn ra mắt tại Giải bóng đá Quốc gia Nga cho F.K. Zenit-2 Sankt Peterburg vào ngày 6 tháng 9 năm 2017 trong trận đấu với F.K. Rotor Volgograd.
Anh ra mắt tại Giải bóng đá ngoại hạng Nga cho F.K. Zenit Sankt Peterburg vào ngày 5 tháng 5 năm 2018 trong trận đấu với F.K. Lokomotiv Moskva.

## Quốc tế
Anh thi đấu cho Đội tuyển bóng đá U-17 quốc gia Nga tại Giải vô địch bóng đá U-17 châu Âu 2015 và Giải vô địch bóng đá U-17 thế giới 2015.

## Thống kê sự nghiệp
Tính đến 13 tháng 5 năm 2018
| Câu lạc bộ             | Mùa giải            | Giải vô địch        | Giải vô địch | Giải vô địch | Cúp     | Cúp       | Châu lục | Châu lục  | Tổng cộng | Tổng cộng |
| Câu lạc bộ             | Mùa giải            | Hạng đấu            | Số trận      | Bàn thắng    | Số trận | Bàn thắng | Số trận  | Bàn thắng | Số trận   | Bàn thắng |
| ---------------------- | ------------------- | ------------------- | ------------ | ------------ | ------- | --------- | -------- | --------- | --------- | --------- |
| Zenit St. Petersburg   | 2015–16             | Premier League      | 0            | 0            | 0       | 0         | 0        | 0         | 0         | 0         |
| Zenit St. Petersburg   | 2016–17             | Premier League      | 0            | 0            | 0       | 0         | 0        | 0         | 0         | 0         |
| Zenit St. Petersburg   | 2017–18             | Premier League      | 1            | 0            | 0       | 0         | 0        | 0         | 1         | 0         |
| Zenit St. Petersburg   | Tổng cộng           | Tổng cộng           | 1            | 0            | 0       | 0         | 0        | 0         | 1         | 0         |
| Zenit-2 St. Petersburg | 2017–18             | FNL                 | 16           | 1            | –       | –         | –        | –         | 16        | 1         |
| Tổng cộng sự nghiệp    | Tổng cộng sự nghiệp | Tổng cộng sự nghiệp | 17           | 1            | 0       | 0         | 0        | 0         | 17        | 1         |